# 福田恭巳
福田 恭巳（ふくだ ゆきみ、1992年4月12日 - ）は、千葉県出身のスラックライン　プロアスリート。
幕張総合高等学校卒業、東京家政大学短期大学部保育学科卒業。

## 経歴
2010年にバイト先でスラックラインを始める
2011年にスラックライン女子日本1位に。
2012年に日本代表として日本人女子初の海外大会出場。世界大会で女子2位に。
2013年にスラックライン女子世界ランキング1位（WSFED）日本ランキング1位（JSFED）。
2014年にギボンスラックライン（ドイツ）のインターナショナルのプロアスリートとなる。
2015年　2011年から日本オープンスラックライン選手権5連覇達成　
2017年　日本オープンスラックライン選手権６勝目を決める

## 競技会の戦績
- 2010年

日本オープンスラックライン選手権　準優勝
日本ランキング2位
- 2011年

日本オープンスラックライン選手権　優勝
日本ランキング1位
- 2012年

GIBBON Slackline CUP　 愛知大会 優勝

日本オープンスラックライン選手権　優勝
日本ランキング1位（JSFED）
- 2013年

GIBBON Slackline CUP　 東京大会 優勝

GoPro Mauntain Games SLACKLINE World Cup @VAIL.CO

日本オープンスラックライン選手権　優勝
GIBBON Slackline CUP　 愛知大会 優勝
世界ランキング1位（WSFED)
日本ランキング1位（JSFED）
- 2014年

Queen of slackline （Youtube動画世界大会）優勝
GIBBON Slackline CUP　 東京大会 優勝

GoPro Mauntain Games SLACKLINE World Cup @VAIL.CO

日本オープンスラックライン選手権　優勝
GIBBON Slackline CUP　 長野大会 優勝
世界ランキング２位（WSFED)
日本ランキング1位（JSFED）
- 2015年

GIBBON Slackline CUP　 東京大会 優勝
GIBBON Slackline CUP　 高知大会 優勝
GIBBON Slackline CUP　 山梨大会 優勝

日本オープンスラックライン選手権　優勝
GIBBON Slackline CUP　 長野大会 準優勝
日本ランキング1位（JSFED）
- 2016年

GIBBON Slackline CUP　 東京大会 準優勝
- 2017年

　　　　GIBBON Slackline CUP　 東京大会
　　　　GIBBON Slackline CUP　 山梨大会
　　　　GIBBON Slackline CUP　 福岡大会
　　　　GoPro Mauntain Games SLACKLINE World Cup @VAIL.CO　女子１位
　　　　スラックラインワールドカップ　in小布施　　女子１位
　　　　日本オープンスラックライン選手権　優勝
　　